# Pseudogymnopilus
Pseudogymnopilus is een monotypisch geslacht van schimmels behorend tot de familie Strophariaceae. Het geslacht bevat slechts een soort namelijk Pseudogymnopilus pampeanus.